# SoftBank C02LC
SoftBank C01LC/C02LC（ソフトバンク シー　ゼロニエルシー）は、2009年3月6日に提供開始されたソフトバンクモバイルの下り7.2Mbps無線通信サービス向けに供給されるUSB接続型データ通信端末である。開発元はLongcheer Technology。
本項では前機種に当たるC01LCについても記述する。

## 概要
C01LC が、2009年3月6日より下り7.2Mbps上り384Kbps無線通信サービス向けに発売された。
本体にドライバやインストーラを記録したフラッシュメモリを内蔵し、本体をUSBケーブルでパソコンに接続すると自動的にインストーラが起動し。Windows系OSだけではなくMac OS Xでの利用にも対応する。
また、国際ローミングにも対応。
C02LC が、2009年12月4日に、C01LCの後継機種として上り1.4Mbps通信やWindows 7に対応発売された。

## 主な仕様
- C01LC
  - 寸法: 幅85.0mm 高さ27.0mm 厚さ13.0mm
  - 重量: 約31g
  - 対応通信方式: W-CDMA：1.7GHzHSDPA、下り最大7.2Mbps、上り最大384Kbps
  - 対応接続方式: USB2.0
  - 電源　DC5V
  - 推奨OS　Windows XP全機種 Service Pack 2以上　Windows Vista全機種[3]･Mac OS X 10.4-10.5
- C02LC
  - 対応OSは、上記に加えWindows 7全機種　Mac OS X 10.6に対応
  - 上り最大1.4Mbpsに対応